# Caius Cornelius Cethegus (consul en -197)
Pour les articles homonymes, voir Cornelius Cethegus.
Caius Cornelius Cethegus est un homme politique de la République romaine, du IIIe siècle av. J.-C.

## Biographie

Peuples gaulois Gaule cisalpine.

En 200 av. J.-C., il est proconsul en Espagne et remporte une brillante victoire sur le territoire des Sedetani. Il est élu édile curule en son absence (in absentia). Durant son mandat d'édile, il organise des jeux magnifiques.
En 197 av. J.-C., il est consul, avec Quintus Minucius Rufus comme collègue. Le Sénat les charge de rétablir la domination romaine en Gaule cisalpine avec deux légions chacun. Cornelius Cethegus bat les Insubres et leurs alliés les Cénomans , tandis que son collègue Q. Minucius soumet les Ligures, ce qui lui vaut un triomphe.
En 194 av. J.-C., il est censeur avec Sextus Aelius Paetus Catus. Ils actualisent la liste des sénateurs en n'éliminant que trois personnages et en inscrivant P. Scipion comme princeps senatus. Ils ordonnent aussi que les édiles réservent des places pour les sénateurs lors des jeux qu'ils donneront.
En 193 av. J.-C., il est missionné par le Sénat avec Scipion l'Africain et Marcus Minucius Rufus pour arbitrer le conflit qui oppose Carthage et Massinissa. Après avoir pris connaissance de l'affaire, ils ne prennent aucune décision et laissent le conflit perdurer.